# Sistema de aprendizaje 4C
El sistema de aprendizaje 4C consiste en un sistema de enseñanza estadounidense que puntúa en base al sistema de habilidades del siglo XXI. En concreto, las 4 C son las siguientes: pensamiento crítico, comunicación, colaboración y creatividad.

## Antecedentes
El enfoque P21 fue fundado en 2002 como una organización sin ánimo de lucro por una coalición que incluía entre otros a los siguientes miembros: El departamento de educación de EE.UU (United States Department of Education), diversas organizaciones (AOL Time Warner Foundation, Apple Computer, Inc., Cable in the Classroom, Cisco Systems, Inc., Dell Computer Corporation, Microsoft Corporation) y a una serie de personas individuales. El objetivo de P21 es fomentar un diálogo nacional sobre la importancia de las habilidades del siglo XXI para todos los estudiantes. A día de hoy existen numerosos estudios que exploran la forma de integrar el enfoque 4C en el entorno de aprendizaje.

## Enfoque P21

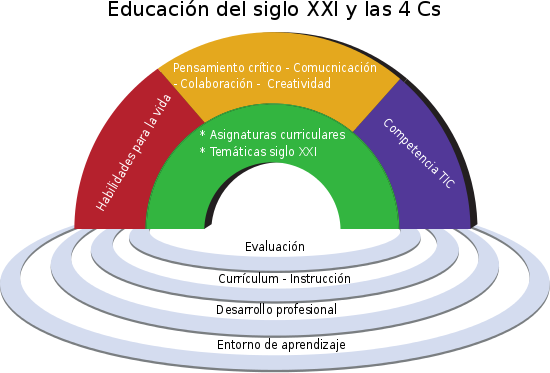
Marco P21, que engloba una serie de conocimientos, habilidades y actitudes necesarias para todo estudiante del (tal y como se representa por los arcos del arco iris) y también aquellos sistemas de apoyo con los que el docente cuenta en su práctica diaria (tal y como se representa en la parte inferior de la figura).

La formación del estudiante del siglo XXI, según el marco P21, engloba:
- Asignaturas curriculares y temáticas básicas del siglo XXI. Habilidades para que los alumnos sean independientes y estén preparados para la vida cada vez más compleja. Los alumnos han de estar preparados para trabajos que no existen y herramientas que todavía no se han desarrollado. Dichas habilidades incluyen: pensamiento crítico y resolución de problemas, comunicación, colaboración, creatividad e innovación.[4]
- Competencias de aprendizaje e innovación. El dominio del idioma inglés, lectura, idiomas, artes, matemáticas, economía, ciencias, geografía, historia, gobierno y civismo, pero también promover la comprensión de temas interdisciplinarios como: conciencia global y financiera, economía, alfabetización empresarial, alfabetización cívica, educación para la Salud y  alfabetización ambiental.
- Competencia en manejo de las Tecnologías de la información y comunicación (TIC). Hoy en día, vivimos en un entorno de tecnología y medios de comunicación marcada por el acceso a abundante información y los rápidos cambios en las herramientas tecnológicas. Así, los ciudadanos del siglo XXI deben ser capaces de adquirir una gama de habilidades tales como la alfabetización de la información, alfabetización mediática y, en definitiva, el dominio de las TIC.[5]
- Habilidades para la vida personal y profesional. Los entornos de trabajo del siglo XXI requieren de habilidades profesionales como las que se mencionan a continuación: flexibilidad y adaptabilidad, iniciativa y autonomía, habilidades sociales y culturales, productividad, rendición de cuentas, liderazgo y responsabilidad.[6]

Las evaluaciones, el currículum e instrucción, el desarrollo profesional y el entorno de aprendizaje son herramientas y recursos que el docente tiene a su disposición para producir los resultados del proceso educativo que se esperan y poder así obtener la educación de calidad requerida en este siglo XXI.

## Pensamiento crítico 4C
El vínculo entre el pensamiento crítico y la educación es evidente: No se puede aprender bien sin pensar de forma crítica. El pensamiento crítico no solo contribuye al éxito en la carrera, sino también al éxito en la educación primaria y secundaria. La enseñanza del pensamiento crítico y la resolución de problemas de manera efectiva en el aula es vital para los estudiantes. Aprender pensamiento crítico lleva a los estudiantes a desarrollar otras habilidades, tales como un mayor nivel de concentración, capacidad de análisis más profunda y la mejora de procesamiento del pensamiento.
Los ciudadanos de hoy en día tienen mayor necesidad de ser pensadores críticos activos, así como de hacer pruebas para comparar, evaluar las situaciones y tomar decisiones sensatas. Las personas de la sociedad actual necesitan filtrar la información a través de una amplia gama de fuentes con respecto a la salud, actividades de ocio, finanzas, etc, para formular planes de actuación reales. 
Las soluciones a los problemas internacionales, tales como el calentamiento global, requieren pensamiento crítico altamente desarrollado y habilidades de resolución de problemas. Mientras que la importancia del pensamiento crítico es lo más importante, su conexión con las otras C es igualmente importante. Los principales expertos en el pensamiento crítico subrayan su conexión con habilidades de pensamiento creativo. Cuando uno se involucra en el pensamiento de alta calidad, uno funciona tanto crítica y creativamente; uno produce y evalúa, genera y juzga los productos de su pensamiento.
El pensamiento crítico se basa también en otras habilidades, como la comunicación y la información de la alfabetización, para examinar, a continuación, analizar, interpretar y evaluarla. De acuerdo con el educador Thomas Hoerr, la noción misma de la inteligencia ha cambiado. Ya no dependen de nosotros los límites, lo que cambia es la forma de acceder a los recursos de la información que necesitamos para resolver problemas.
En la resolución de problemas se requiere el trabajo en equipo y la cooperación. Hoy, sin embargo, los programas de código abierto, wikis, blogs, y otras tecnologías Web 2.0 permiten a los extraños totales la colaboración, divididos por el espacio y el tiempo. La resolución exitosa de problemas en el siglo XXI nos obliga a trabajar de manera eficaz y creativa con los ordenadores, con grandes cantidades de información, con las situaciones ambiguas, y con otras personas de una diversidad en sus orígenes.

## Comunicación 4C
Los estudiantes deben ser capaces de analizar de forma eficaz y procesar la cantidad abrumadora de información recibida en sus vidas diarias cuestionando las fuentes de información y la forma de aprovecharlas de manera efectiva. El poder de los medios de comunicación modernos y la ubicuidad de las tecnologías de la comunicación en todos los aspectos de la vida hacen que la enseñanza de habilidades de comunicación sean todavía más importante. A medida que la tecnología da lugar a equipos de trabajo internacionales, que abarcan diferentes zonas horarias, naciones y culturas, es necesario que los trabajadores se comuniquen con claridad y eficacia en una variedad de idiomas. Los economistas Levy y Mundana ofrecen una prueba más de la importancia de la comunicación en el lugar de trabajo de hoy. Dado que la comunicación compleja implica la explicación, la negociación y otras formas de interacción humana intensa, los trabajos que requieren estas habilidades no son tan propensos a ser autómatas, sino que requieren de una reflexión.
Si bien es importante hacer hincapié en las habilidades de comunicación, puede ser difícil separarlos de la otra colaboración con las otras C. Como se representa en el Marco de habilidades del siglo XXI, las competencias comunicativas, como articular claramente las ideas a través de hablar y escribir, están estrechamente relacionadas con las habilidades de colaboración, tales como trabajar eficazmente con diversos equipos, teniendo compromisos necesarios para lograr una meta común, y asumiendo la responsabilidad compartida para el trabajo colaborativo. La comunicación no puede ser eficaz a menos que el mensaje sea recibido y comprendido.
La investigación respalda la importancia y la interconexión de la comunicación y la colaboración. En su trabajo con los niños pequeños, la profesora Carol Seefeldt encontró que "las habilidades sociales y las habilidades de comunicación van de la mano. Los niños que se reflejan con el compañero que están hablando, entienden a su vez como y cuando se comunica, y además saben cómo resolver los conflictos verbales, que son los que sirven para hacer y mantener amigos con facilidad.
John Seeley Brown y Paul Duguid describen el trabajo eficaz en equipos como aquellos en los que "la conversación y la forma de trabajar, la comunicación y la práctica son inseparables. Para Daniel Pink, la colaboración, empatía y habilidades sociales, son lo que él llama "Toque" de altas aptitudes, junto con las altas aptitudes y los conceptos enumerados anteriormente, representan la "mente entera" que en el futuro serán más importantes. 
Es importante tener en cuenta cómo las palabras y las imágenes tecnológicas de hoy en día, van influyendo a medida que recibimos muchos de nuestros mensajes actuales a través de uno o más dispositivos digitales. Por lo tanto, la capacidad de comunicación y los elementos tecnológicos están entrelazados con la información, los medios de comunicación, la comunicación y las habilidades tecnológicas.

## Colaboración 4C
Herramientas como la Wikipedia destacan la interconectividad del mundo y los beneficios del trabajo colaborativo, ya que el producto final es el resultado de la contribución de millones de usuarios. El carácter global de los artículos de la Wikipedia refleja la cultura de colaboración y demuestra cómo las personas que trabajan juntas pueden producir recursos muy valiosos. En general, la colaboración se presenta como una habilidad esencial para lograr resultados significativos y eficaces. Además, en la última década se ha hecho más evidente la importancia de la colaboración en los centros de trabajo y en los educativos debido a la globalización y el auge de la tecnología.

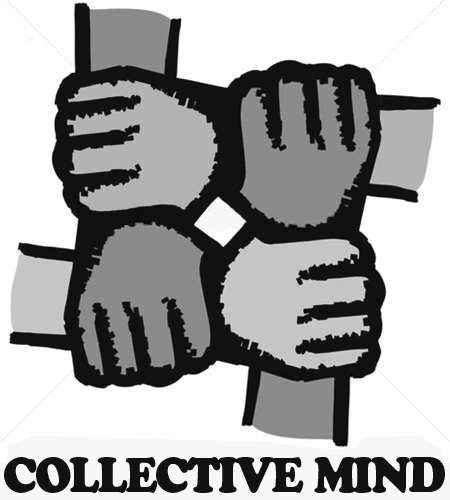
Método colaborativo

El Programa Mundial de Aprendizaje y Observaciones Globales para el Beneficio del Medio Ambiente (GLOBE), proyecto educativo que contribuye a desarrollar el aprendizaje científico de los estudiantes de primaria y secundaria, es un ejemplo de cómo los alumnos colaboran entre sí para solucionar problemas que afectan a toda la comunidad. El programa GLOBE promueve y apoya a los estudiantes, maestros y científicos para colaborar en investigaciones sobre la naturaleza y, a la vez, promueve la estrecha colaboración con la NASA, con la Administración Nacional Oceánica y Atmosférica (NOAA), y con la Fundación Nacional para la Ciencia (NSF). Más de un millón y medio de estudiantes han participado en proyectos GLOBE, contribuyendo con más de 21 millones de mediciones a su base de datos para su posterior uso en proyectos científicos. Se necesitan más proyectos, basados en la tecnología, como GLOBE que preparan a los estudiantes para su vida laboral. 
Por otro lado, varios estudiosos han hecho especial hincapié en la importancia del método colaborativo. De esta manera, el autor James Surowiecki explica cómo utilizamos la "sabiduría de las masas" en la nueva economía, explicando que "en las circunstancias adecuadas, los grupos son extraordinariamente inteligentes y, con frecuencia, son más inteligentes que las personas más inteligentes que haya en ellos". Surowiecki subraya la importancia de la colaboración con la observación de que "un gran grupo va a adoptar las mejores soluciones y va a tomar decisiones más inteligentes que las que tomarían incluso los mayores expertos en el tema en cuestión".  La diversidad aporta múltiples perspectivas individuales y culturales, lo que enriquece los trabajos colaborativos. Como conclusión, los estudiantes que trabajan colaborativamente pueden generar más conocimiento, por lo que la colaboración es un elemento clave para el éxito del estudiante en la sociedad global de hoy en día.

## Creatividad 4C
El autor Daniel Pink comentó: «El futuro pertenece a un tipo de persona diferente con una mente diferente de la mente (creadores y empatizadores, reconocedores de patrones y constructores de significado). Este tipo de personas van a cosechar las recompensas más ricas de la sociedad.  Si los estudiantes salen de la escuela sin saber cómo crear e innovar de forma continua, van a estar suficientemente preparados para los retos que la sociedad les presente. En el mundo competitivo actual y la automatización de tareas, la capacidad de innovación y el espíritu creativo se están convirtiendo rápidamente en requisitos indispensables para el éxito personal y profesional». Sir Kenneth Robinson, pensador y orador, dijo: «La creatividad es tan importante en la educación como la alfabetización y debemos tratarla de la misma manera».

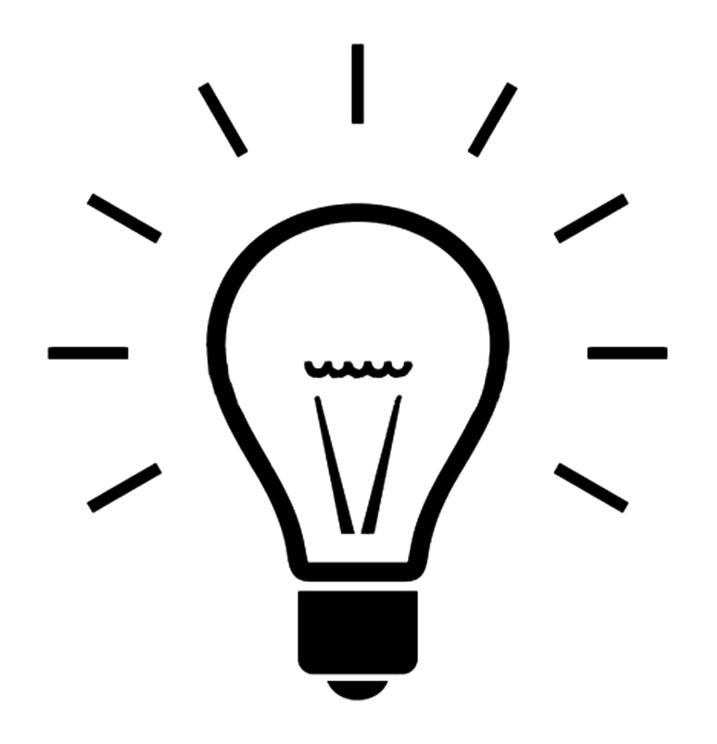
Ideas creativas

De acuerdo con Robert Sternberg de la Universidad de Tufts: «Las personas de éxito son aquellas que tienen capacidades creativas para producir una nueva visión del mundo como un lugar mejor para todos; y que además poseen habilidades intelectuales analíticas para evaluar su visión y las de los demás; habilidades intelectuales prácticas para llevar a cabo su visión y convencer a la gente de su valor; y sabiduría, para asegurarse de que su visión no es egoísta«. En un mundo en el que el buen diseño se utiliza cada vez más como un medio para diferenciar la innovación de los objetos de la producción en masa, las habilidades creativas son muy deseadas en el ámbito laboral. Howard Gardner señala la "creación de la mente" como una de las cinco mentes que necesitaremos en el futuro. Para cultivar dicha mente, dice, necesitamos una educación que cuente con «la exploración, problemas difíciles, y la tolerancia de errores productivos». Del mismo modo, el autor Richard Florida declaró: «Estamos entrando en la era creativa debido a que el factor clave que nos impulsa hacia adelante es el aumento de la creatividad como motor principal de nuestra economía».
Tal vez Daniel Pink lo resume mejor: «En un mundo enriquecido por la abundancia pero interrumpido por la automatización y externalización del trabajo, todo el mundo debe cultivar una sensibilidad artística. Puede que no todos sean Dalí o Degas. Pero hoy en día es necesario que todos seamos diseñadores».
La creatividad está estrechamente entrelazada con las otras habilidades previamente definidas. La innovación hoy en día tiene un componente social y requiere de la capacidad de adaptación, liderazgo, trabajo en equipo y habilidades interpersonales. Cada vez más, en la actualidad la capacidad de innovar está vinculada a la capacidad para conectar con los demás y con la facilidad para la comunicación y la colaboración.